# École française EuroCampus Zagreb
L'école française de Zagreb, partie constituante avec l'école internationale allemande de Zagreb de l'EuroCampus de Zagreb, est un établissement d'enseignement français non lucratif situé à Zagreb en Croatie qui fait partie du réseau de l'Agence pour l'enseignement français à l'étranger, établissement public du ministère français des affaires étrangères et du développement international, avec le statut d'établissement conventionné.

## Histoire
L'établissement est créé en 1995, d'abord à destination des familles françaises et francophones d'expatriés professionnels et de couples franco-croates, qui avaient initié la création de cette structure pour leurs enfants après la création de représentations diplomatiques à la suite de l'indépendance du pays, avec le soutien de plusieurs employeurs français. La gestion a été assurée par la Mission laïque française missionnée par les parents jusqu'en 2004 et directement par une association parentale de gestion conventionnée avec l'Agence pour l'enseignement français à l'étranger avec le soutien de l'Ambassade de France depuis 2004.
En 2004, la création à Zagreb d'une école allemande internationale (Deutsche Internationale Schule Zagreb (de) - DISIZ) s'est accompagnée d'un rapprochement entre les deux structures gestionnaires à l'instigation des deux ambassades qui a abouti à la mise en place d'un EuroCampus sous le slogan "2 écoles sous le même toit". Cette expérience de collaboration franco-allemande en pays tiers est considérée comme exemplaire par les organismes publics opérateurs des réseaux scolaires à l'étranger, Agence pour l'enseignement français à l'étranger (AEFE) et Zentralstelle für das Auslandsschulwesen (ZfA) et les responsables politiques et diplomatiques des deux pays dans le domaine.

### Direction
- Nathalie Greffier, directrice (2001-2003)
- Annie Jouanneau, directrice (2003-2004)
- Jean-Marc Orsat, directeur (2004-2005), ultérieurement (2007-2010) directeur du primaire au lycée Alexandre-Dumas de Port-au-Prince, puis (2010-2014) du lycée français Jules-Verne (Guatemala), ensuite principal-adjoint du collège Lucien-Febvre de Saint-Amour (Jura) et jusqu'en 2022 principal du collège Anatole-France de Bethoncourt (Doubs)
- Pierre Rouchon, directeur (2005-2008) ensuite directeur de l'école Georges-Brassens de Mégrine en Tunisie
- Christophe Olry, directeur (2008-2013), ensuite directeur de l'école de Beblenheim puis de l'école Schauenbourg à Niederhergheim (Haut-Rhin)
- Damien Durrenberger, directeur (2013-2017), ensuite directeur du primaire de l'école Voltaire à Berlin[2]
- Catherine Fronsacq, proviseure (2017-2020), auparavant proviseure-adjointe du lycée des métiers Louis-Martin-Bret de Manosque
- Maryline Boussenard, principale (2020-2023), auparavant principale du collège d'Istrie de Prayssac (Lot) dans l'Académie de Toulouse
- Cyril Jacquin, principal (2023-..), auparavant proviseur du lycée Hector-Guimard (d) de Lyon

## L'école aujourd'hui

### Quelques chiffres
Contrairement aux écoles publiques situées en France, les établissements d'enseignement français à l'étranger sont tous soumis à des droits d'écolage. Des bourses d'études peuvent être octroyées aux ressortissants français, sous certaines conditions de ressources.
Les droits de première inscription sont de 2200 HRK (kunas croates); les frais annuels de dossier de 300 kunas.
|                                                     | Maternelle (PS et MS) | GS et Élémentaire | Collège           | Lycée             |
| --------------------------------------------------- | --------------------- | ----------------- | ----------------- | ----------------- |
| Élèves croates sans prise en charge                 | 29 613 HRK            | 39 000 HRK        | 47 669 HRK + Cned | 48 000 HRK + Cned |
| Élèves français résidents ou tiers                  | 29 613 HRK            | 39 000 HRK        | 47 669 HRK + Cned | 48 000 HRK + Cned |
| Élèves expatriés pris en charge par des entreprises | 29 613 HRK            | 39 000 HRK        | 47 669 HRK + Cned | 48 000 HRK + Cned |

Les écolages de l'école internationale allemande sont de 40 000 HRK jusqu'à la 4e classe et de 44 000 HRK à partir de la 5e.

### Locaux
L'établissement se situe depuis 2005 dans des bâtiments scolaires loués conjointement avec l'école internationale allemande de Zagreb (de), à un ordre religieux (les jésuites), disposant d'infrastructures et du matériel nécessaires. Une subvention du député français de la septième circonscription des Français établis hors de France Pierre-Yves Le Borgn' a permis de constituer le centre de documentation et d'information (CDI) et d'acquérir du matériel scientifique.

### Enseignement
L'établissement est tenu, de par sa convention avec l'Agence pour l'enseignement français à l'étranger et son homologation par le ministère de l'Éducation nationale français, de dispenser un enseignement conforme aux programmes officiels français. Des aménagements sont opérés pour les élèves croates et dans le cadre franco-allemand.
Outre les classes primaires, les classes de collège de la sixième à la troisième sont homologuées par l´Éducation nationale française. Les élèves bénéficient d'un emploi du temps conforme aux programmes de l'Éducation nationale française. Les cours sont assurés par des professeurs et des répétiteurs. Depuis 2011, les élèves de troisième passent le diplôme national du brevet (DNB) à Zagreb.
La politique ambitieuse des langues permet, en plus de la maîtrise de la langue française (les élèves non-francophones bénéficient d'un accompagnement en français langue étrangère), de proposer l'apprentissage du croate et de l'anglais dès la classe de CP. Au collège l'apprentissage de l'allemand commence dès la classe de 6e (classes « bilangues »).
Pour les classes de lycée S, ES et L, l'école française de Zagreb a recours, aux services du CNED avec répétiteurs et certains cours en direct. Le CNED est un établissement public administratif sous tutelle du ministère de l'Éducation nationale qui assume la responsabilité des contenus de la scolarité dans le respect des programmes officiels, de l'évaluation et de l'orientation de l'élève.
Des enseignants et des répétiteurs de qualité assurent les cours. Ils établissent une relation de qualité avec chaque élève en individualisant et personnalisant les apprentissages. En particulier, étude des démarches et de la méthodologie. Les devoirs des élèves et leur travail sont corrigés collectivement et individuellement, puis envoyés au CNED pour notation. 
Ce partenariat permet à l'école d'offrir à ses élèves un enseignement au plus haut niveau et de concentrer ses efforts sur l'accueil de l'élève, l'aide méthodologique, le suivi individualisé et l'éducation à la citoyenneté. 
Pour les classes de lycée en enseignement direct, les établissements français les plus proches sont ceux de Vienne (qui propose des places d'internat au Thérésianum, dont les locaux se trouvent sur le même domaine que l'Académie diplomatique de Vienne), de Belgrade et de Budapest.
Pour les enfants de familles trop éloignées de l'établissement ou ayant fait le choix d'une scolarisation dans une école croate ou anglophone, il existe une association bénéficiant du Programme FLAM : Un autre Monde - Jedan drugi svijet.